# Lipie (powiat świdwiński)
Lipie (niem. Arnhausen) – wieś w Polsce położona w województwie zachodniopomorskim, w powiecie świdwińskim, w gminie Rąbino. Wieś jest siedzibą sołectwa Lipie w którego skład wchodzą również miejscowości Jezierzyce i Paszęcin. Miejscowość położona jest na prawym brzegu Mogilicy.
We wsi znajduje się zabytkowy kościół Matki Bożej Częstochowskiej z XV w. Niewielka świątynia gotycko-barokowa, przebudowana w XVI i XVII wieku, z wieżą krytą hełmem z latarenką Na południe od kościoła relikty fundamentów gotyckiej wieży mieszkalnej.
Od 2004 we wsi działa zbudowany w miejscu dawnej szkoły Ośrodek Edukacji Ekologicznej organizujący i oferujący zielone szkoły, szkolenia, warsztaty, imprezy i noclegi.
W latach 1975–1998 wieś należała do woj. koszalińskiego.